# Pechnik
Osiedle Pechnik w Jaworznie – dawne osiedle górnicze w Jaworznie. Charakteryzuje się głównie zabudową jednorodzinną. Na jego terenie znajdowała się dawna stacja kolejowa Jaworzno na zlikwidowanym odcinku linii kolejowej nr 126 Jaworzno Szczakowa - Bolęcin. Wraz z kolonią Nowy Pechnik tworzy jaworznickie osiedle. 
Osiedle Pechnik sąsiaduje z osiedlami: Śródmieściem, Podwale, Podłęże i Leopold.

## Historia
Powstało pod koniec XIX wieku przy kopalni z początku XIX w.

### Nazwa
Nazwę zawdzięcza właścicielowi kopalni Antoniemu Pechnikowi.

## Inne obiekty i miejsca
- Cmentarz Pechnicki
- Centrum handlowe Manhattan
- Dawna stacja kolejowa Jaworzno

### Edukacja
W obrębie osiedla funkcjonowała jedna placówka edukacyjna – szkoła podstawowa nr 6 w Jaworznie